# Austernfischer
Der Austernfischer (Haematopus ostralegus) ist eine Vogelart aus der Ordnung der Wat-, Möwen- und Alkenvögel (Charadriiformes) und der Gattung der Austernfischer. Er gilt als einer der charakteristischsten Vögel der Nordseeküste.
Seine größte Verbreitung in Europa hat er im Wattenmeer und dem küstennahen Binnenland der Nordsee, wo er auch die scherzhafte Bezeichnung Halligstorch trägt.
Aufgrund seines schwarz-weißen Gefieders wird der Austernfischer in vielen Sprachen namentlich mit der Elster in Verbindung gebracht, so auf Finnisch als Meriharakka (See-Elster), auf Dänisch als Strandskade (Strand-Elster), auf Niederländisch als Scholekster (Schollen-Elster) oder auf Russisch als Кулик-сорока (Kulik-soroka, Schnepfen-Elster).

## Erscheinungsbild

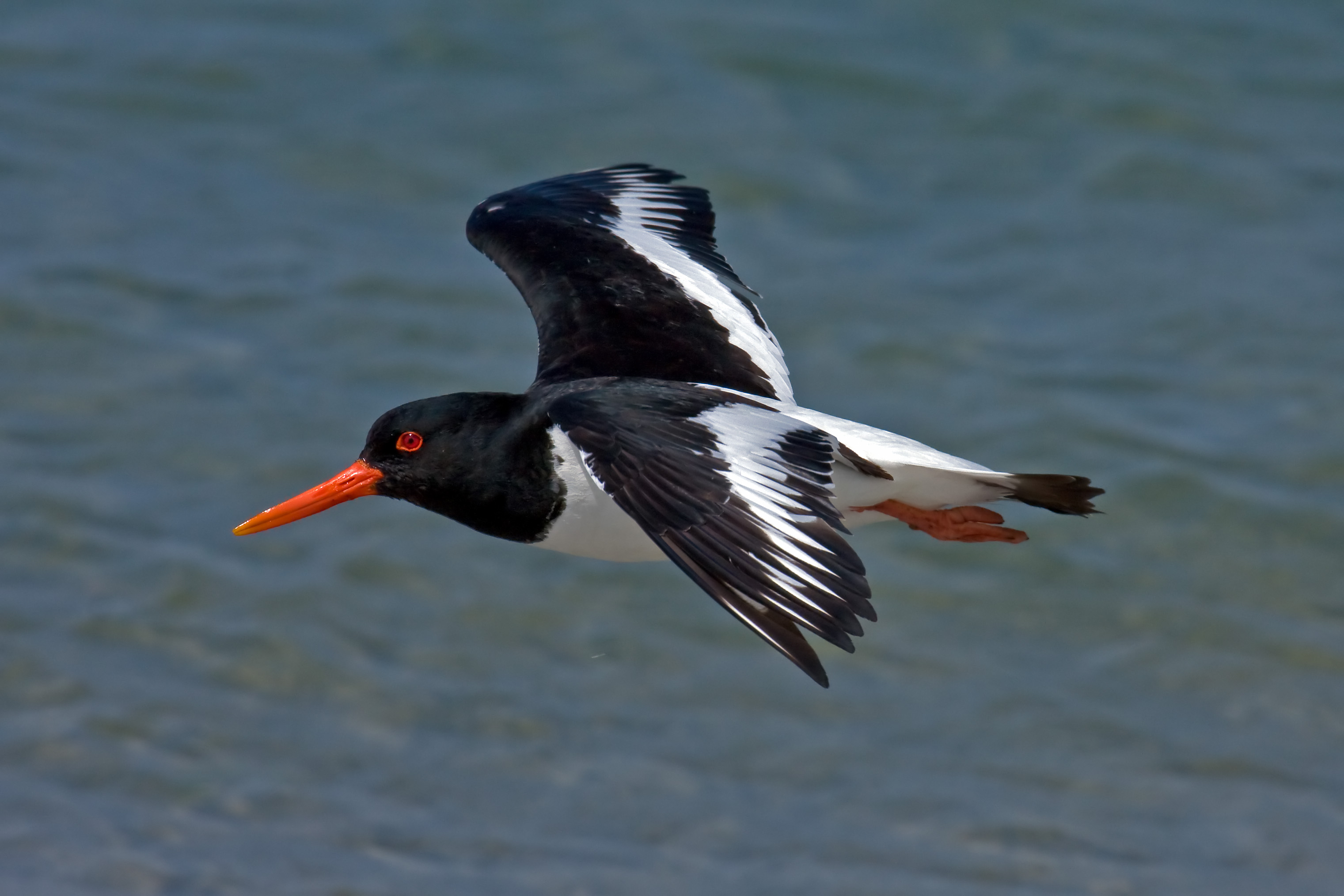
Austernfischer im Flug

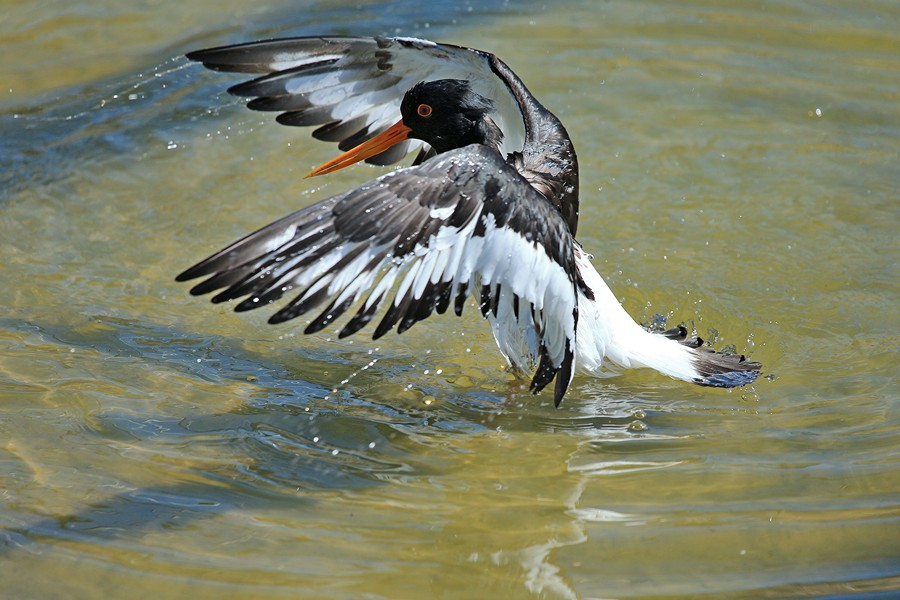
Badender Austernfischer in Mecklenburg

Ausgewachsene Austernfischer erreichen eine Körperlänge von 39 bis 44 Zentimetern und eine Flügelspannweite von 72 bis 83 Zentimetern. Im Brutkleid sind sowohl der Kopf als auch die Brust, die Körperoberseite und das Endband des Schwanzes schwarz gefiedert. Im Ruhekleid ist das Schwarz etwas dumpfer und an den Halsseiten ist ein weißes Kehlband erkennbar. Zum unverwechselbaren Erscheinungsbild des Austernfischers tragen vor allem der lange, orangerote, seitlich etwas abgeflachte Schnabel und das schwarzweiße Körpergefieder bei. Rot sind außerdem die Beine und Füße sowie die Augen.
Geschlechtsdimorphismus ist nur gering ausgeprägt; im Mittel ist der Schnabel des Weibchens etwas länger als der des Männchens. Die Schnabellänge ist insgesamt das beste Merkmal zur Geschlechtsdifferenzierung. Das Körpergefieder der Jungvögel erinnert an das Ruhekleid. Die Federsäume an der Körperoberseite sind bei ihnen jedoch blass verwaschen. Ihre Beine sind außerdem von mattgrauer Farbe und sie zeigen gelegentlich an Kehle und Halsseiten weißliche Flecken.
Im Flug sind beim Austernfischer neben dem weißen Hinterrücken die breiten weißen Flügelschilder und der breite schwarze Endsaum am Schwanz kennzeichnend.

## Stimme
Austernfischer sind sehr ruffreudige Vögel. Das laute und schrille quiéwiehp ist der für sie typische Kontaktruf. Am Brutplatz lassen sie außerdem ein gellendes qui qui qui qui erklingen. Dies steigert sich gelegentlich zu einem lärmenden, schrillen Trillern, das auf- und abschwillt. Es wird auch als Pfeif- oder Trillerzeremonie bezeichnet und tritt besonders häufig auf, wenn sich Nachbarn oder revierlose Austernfischer zu sehr den Grenzen des Brutreviers nähern. Dabei gehen einer oder beide Brutvögel dem eindringenden Vogel mit gesenkten und leicht geöffneten Schnäbeln entgegen, wobei sie in hohen Tönen trillern und pfeifen und sehr erregt wirken.

## Verbreitungsgebiete

### Brutareale

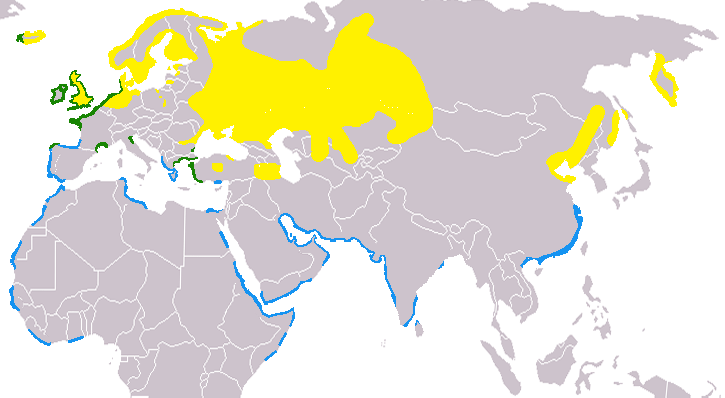
Verbreitung: gelb Sommer, blau Winter, grün ganzjährig

Austernfischer haben ein großes und disjunktes Brutareal, innerhalb dessen drei Unterarten unterschieden werden.
Die Nominatform Haematopus ostralegus ostralegus brütet an fast allen europäischen Küsten von Island und der Eismeerküste bis an die Küsten des Mittelmeeres, mit einem Schwerpunkt der Verbreitung an den Küsten des Nordatlantiks und der Nordsee. Im Binnenland brütet diese Unterart außerdem in Teilen Schottlands und Irlands sowie in Schweden, den Niederlanden, in Russland und der Türkei. Während die Ostseepopulation klein ist, liegt in Mitteleuropa der Schwerpunkt der Verbreitung an der Nordseeküste und im küstennahen Binnenland. Von dort aus dringen die Vögel vor allem entlang der größeren Stromtäler von Rhein, Ems, Weser und Elbe tief ins Binnenland vor und brüten dort auch. Sobald sie flügge sind, suchen Jungvögel die Küste auf.
Die Unterart Haematopus ostralegus longipes brütet in Kleinasien, Westsibirien und im südlichen Zentralrussland. Die Unterart Haematopus ostralegus osculans ist dagegen ein Brutvogel in Kamtschatka, China und an der Westküste der Koreanischen Halbinsel. Sie waren dort unter anderem vor dessen Eindeichung Brutvögel im Wattenmeer Saemangeum, das an der südkoreanischen Westküste im Mündungsbereich der Flüsse Dongjin und Mangyung liegt und mit 400 Quadratkilometern zu den größten Wattgebieten der Erde gehörte.

### Überwinterungsgebiete
Austernfischer sind überwiegend Zugvögel. Einige der westeuropäischen Vögel bleiben jedoch in ihren Brutarealen oder zeigen nur geringfügig ausgeprägte Zugbewegungen. So sind die großen Scharen, die während des Winters im Südwesten Englands zu beobachten sind, Brutvögel im nördlichen England oder in Schottland. Die Brutvögel Südenglands überwintern ebenso wie die des Wattenmeers in den Küstenregionen, die zwischen ihrem Brutareal und der Iberischen Halbinsel liegen. Zu einem sehr geringen Teil ziehen sie jedoch auch bis nach Marokko. Die Populationen, die sich im Winterhalbjahr an der Küste Tunesiens und Libyens aufhalten, haben ihr Brutareal im nordwestlichen Mittelmeer und in der Adria.
Kleine Teile der isländischen Brutpopulation bleiben auch während des Winters an der Küste Islands. Die übrigen isländischen Brutpopulationen überwintern an der Küste der Irischen See, wo sich auch die Austernfischer einfinden, die auf den Färöern brüten. Sowohl die norwegischen Brutpopulationen als auch die Vögel, die im Baltikum und in Russland brüten, überwintern im Wattenmeer der Nordsee.
Die Populationen, die in Ostafrika, Arabien und im westlichen Indien überwintern, gehören der Unterart longipes an. Die Unterart onculans überwintert im südlichen China. Die südlichsten Wintervorkommen des Austernfischers liegen an der westafrikanischen Küste in Ghana. Es ist bis jetzt unbekannt, in welchen Regionen diese Vögel brüten.
Mit dem Zug in die Winterquartiere beginnen die Vögel nach Ende der Brutzeit. Die europäischen Brutpopulationen starten mit ihren Wanderbewegungen ab Mitte Juli. Diese verstärken sich im August und im September. Die Rückkehr in die Brutgebiete beginnt schon Ende Januar und zieht sich bis April hin. Bei den in Zentralasien brütenden Vögeln endet die Rückkehr noch später. Die Vögel folgen auf ihrem Zug dem Küstenverlauf und sind nur ausnahmsweise im Binnenland anzutreffen.

## Lebensraum

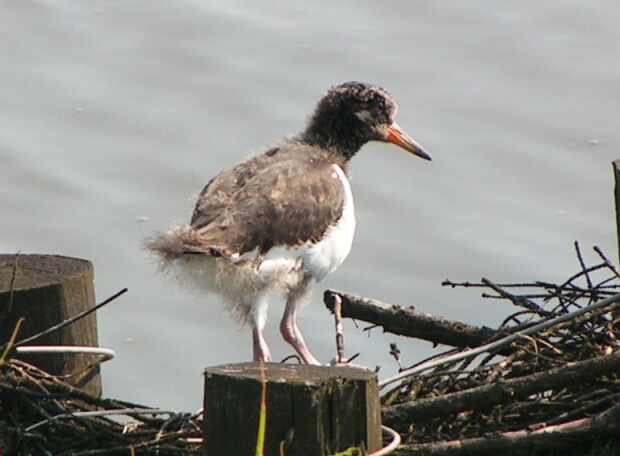
Jungvogel

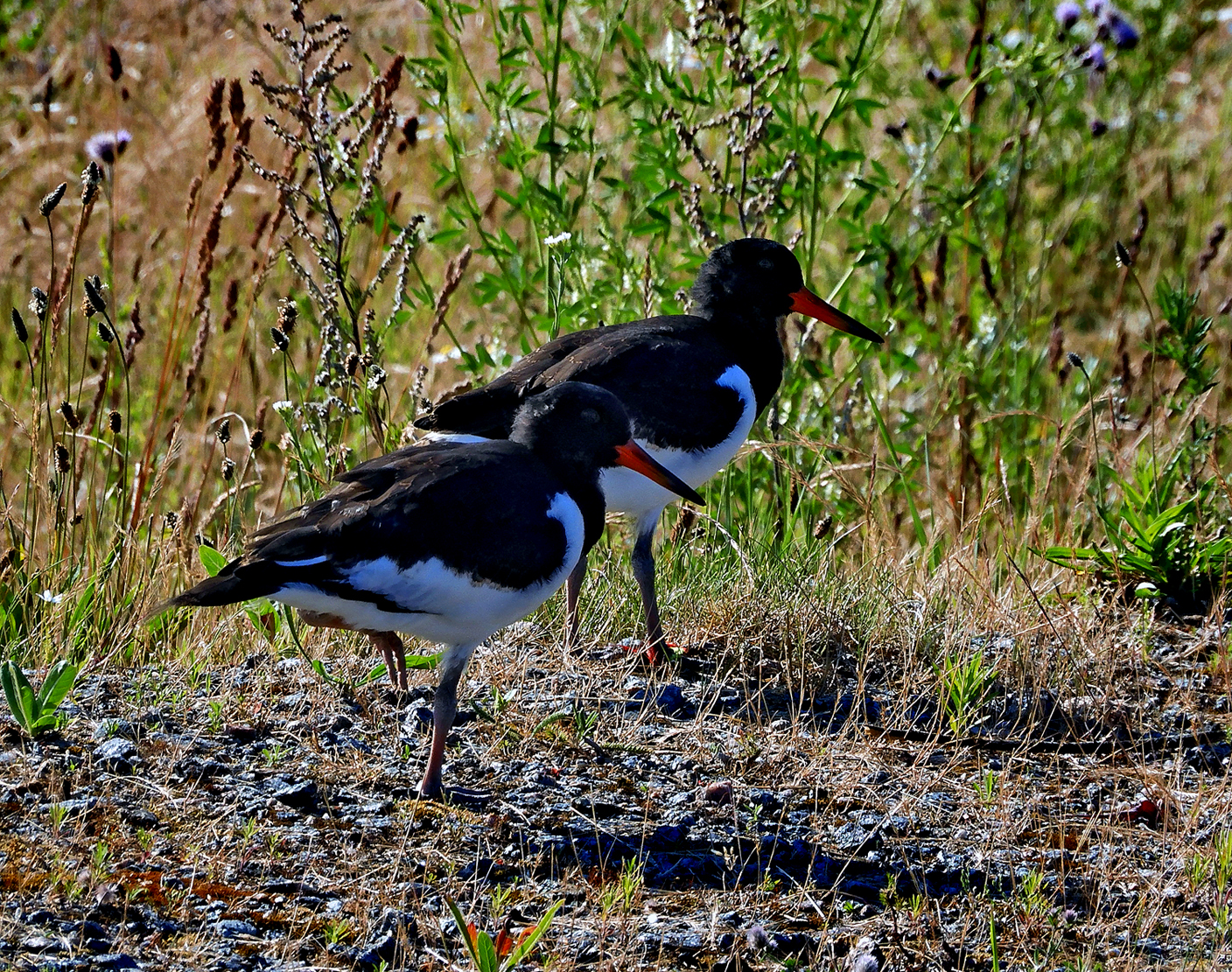
Mit nur drei Wochen sind sie flugbereit.

Der Austernfischer zeigt eine nahrungsbedingte starke Bindung an die unter Gezeiteneinfluss stehende Küste. Er bevorzugt deshalb flache Meeresküsten und Inseln, Mündungsgebiete von Strömen und Flüssen. Die zur Brutzeit genutzten Küstenabschnitte müssen ein Substrat aufweisen, das das Scharren der Nistmulde zulässt. Er brütet unter anderem auf Fels-, Kiesel- und Sandstrand sowie in Primär- und Sekundärdünen. In den Niederlanden, im Nordwesten Deutschlands und teilweise auch in Großbritannien ist er während der Brutzeit auch auf Feldern und kurzrasigen Wiesen anzutreffen, im Binnenland hält er sich fast ausschließlich auf Feuchtweiden auf. Hier brütet er bevorzugt an Seen oder breiten Flüssen mit Kiesufern. So besiedelt er unter anderem die Stromtäler von Elbe, Oder, Rhein und Ems. Auch Baggerseen in Kiesgruben passen in sein Habitatschema.

## Nahrung und Nahrungsbeschaffung

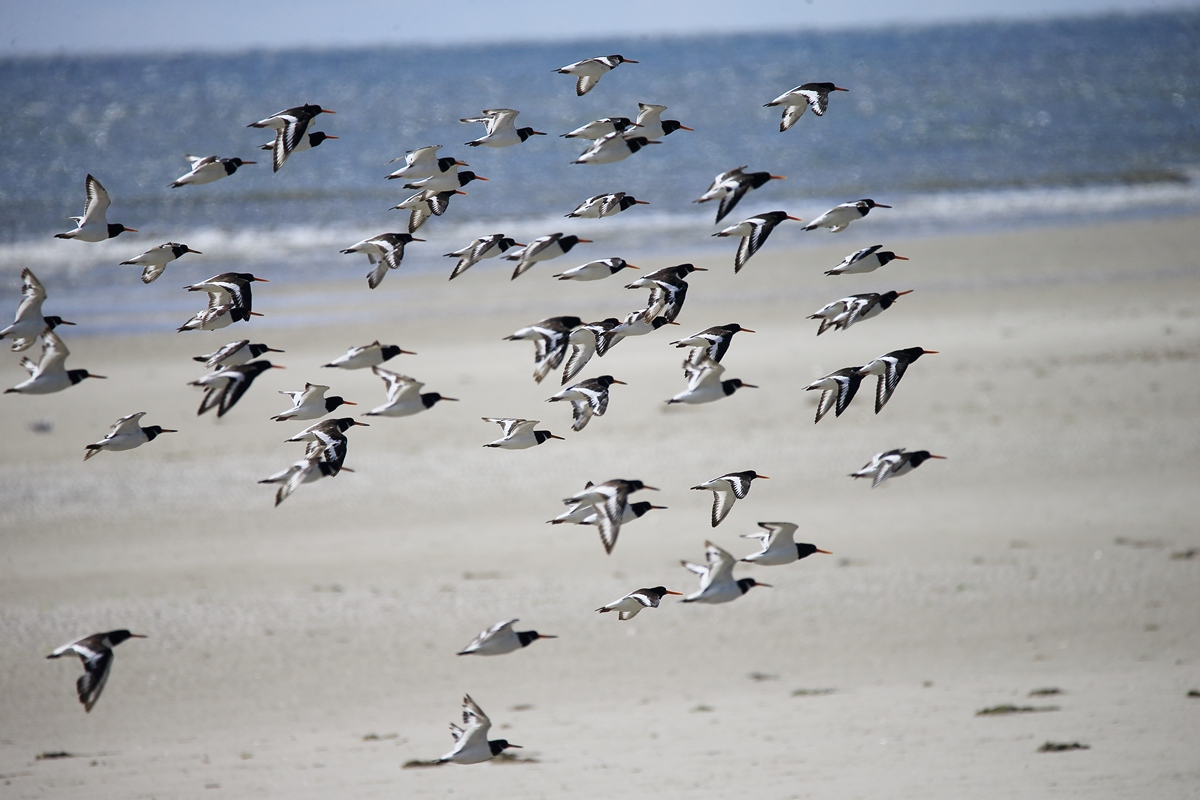
Austernfischer auf Amrum

An der Küste ernähren sich die Austernfischer in erster Linie von Muscheln, Borstenwürmern, Krebsen und Insekten. Zu den Muschelarten, die einen großen Teil seiner Ernährung ausmachen, zählen vor allem Herz-, Mies- und Baltische Plattmuscheln. Sie fressen außerdem auch Napf-, Strand- und Wellhornschnecken. Im Binnenland stellt der Regenwurm die Hauptnahrung des Austernfischers dar, der aktiv durch Wurmgrunzen erbeutet wird.
Im Gegensatz zu vielen Küstenvögeln ist der Muskelmagen beim Austernfischer nur wenig ausgebildet. Aufgrund ihrer Techniken beim Öffnen der Mollusken erübrigt sich für diese Vögel ein Zerdrücken dieser Schalentiere im Muskelmagen.
Tagsüber orientiert sich der Austernfischer beim Nahrungserwerb visuell. Dabei werden tiefer im Schlick steckende Herzmuscheln wohl nicht durch den Tastsinn, sondern durch geringe Unterschiede in der Struktur und Färbung des Bodens aufgespürt. Durch Tasten orientieren sich diese Limikolen vor allem nachts und durchpflügen dabei den Boden mit dem Schnabel. Mit ihrem Tastsinn können sie sehr gut zwischen lebenden Muscheln und leeren Schalen unterscheiden.
Kleine Muscheln kann ein Austernfischer samt Schale vollständig verschlucken. Bei Herzmuscheln ist dies bis zu einem Durchmesser von acht Millimetern möglich, bei Miesmuscheln bis zu 12 Millimetern.
Bei größeren Muscheln wird die Schale geöffnet, um an das Fleisch zu gelangen. Dabei werden unterschiedliche Techniken angewendet: Um die Muschel aufzuhämmern, bringt Austernfischer die verschlossene Muscheln zunächst auf eine mitunter mehrere Meter weit entfernte feste Unterlage. Dort legt er sie mit der flachen Seite nach oben ab. Dann wird mit fest verankerten Füßen und im Hüftgelenk wippend, mit steifem Hals, senkrecht und geschlossen gehaltenem Schnabel so lange auf die Muschel eingehämmert, bis ein Stück Schale herausbricht. Nach dem Aufhämmern wird der hintere Schließmuskel der Molluske durchtrennt. Nun können die Muschelhälften durch eine Vierteldrehung und leichtes Öffnen des Schnabels auseinandergedrückt werden.
Das Öffnen und Entleeren einer Miesmuschel dauert selten länger als 10 bis 15 Sekunden. Harte Muscheln werden gelegentlich aus mehreren Metern Höhe auf einen harten Untergrund fallen gelassen, um sie so zu öffnen. Herzmuscheln werden an der Austrittstelle des Siphons, einer permanenten Öffnung zum Muschelinneren, gespalten. An dieser Stelle sticht der Austernfischer hinein, durchtrennt zunächst den hinteren Adduktor-Muskel, und drückt die Schalenhälften mit dem Schnabel auseinander. Anschließend wird das Muschelfleisch systematisch herausgemeißelt und freigeschüttelt, sobald die Muschel offen ist.
Ein einzelner Vogel verwendet üblicherweise nur eine der Techniken. Sie wird von den Elternvögeln erlernt und durch Übung vervollkommnet. Die jeweilige Technik führt zu unterschiedlichen Formen der Schnabelspitze. So ist die Spitze des Schnabels bei hämmernden Vögeln eher stumpf, bei Vögeln, die in Muscheln – etwa über den Siphon – hineinstechen, ist die Schnabelspitze spitzer. Mit etwas Übung ist dies durchaus für Menschen im Gelände erkennbar.
In der deutschsprachigen Literatur wurde lange betont, dass der Austernfischer keine Austern frisst, obwohl er diesen Muschelnamen in seinem Artnamen führt. So heißt es in Brehms Tierleben: „Welcher Handlung der Austernfischer seinen gewöhnlichen Namen verdankt, ist schwer zu sagen, denn er fischt gewiss niemals Austern.“ Bei Rolf Dircksen, der auf Norderoog den Austernfischer intensiv beobachtet hat, kommt die Auster als Nahrung nicht vor – was durch die dort vorherrschenden Miesmuscheln und Herzmuscheln bedingt sein kann. Offenbar spielt oder spielte die Auster in der Nordsee als Nahrungsquelle eine untergeordnete Rolle. Neuerdings lässt sich am Jadebusen beobachten, dass Austernfischer in der Lage sind, auch Austern zu öffnen. Es hat sich dort die Pazifische Auster in den letzten 20 Jahren angesiedelt. Die Exemplare dürfen nicht zu groß (≤7cm), das heißt der Schließmuskelapparat für den Austernfischer nicht zu kräftig sein.

## Verhalten

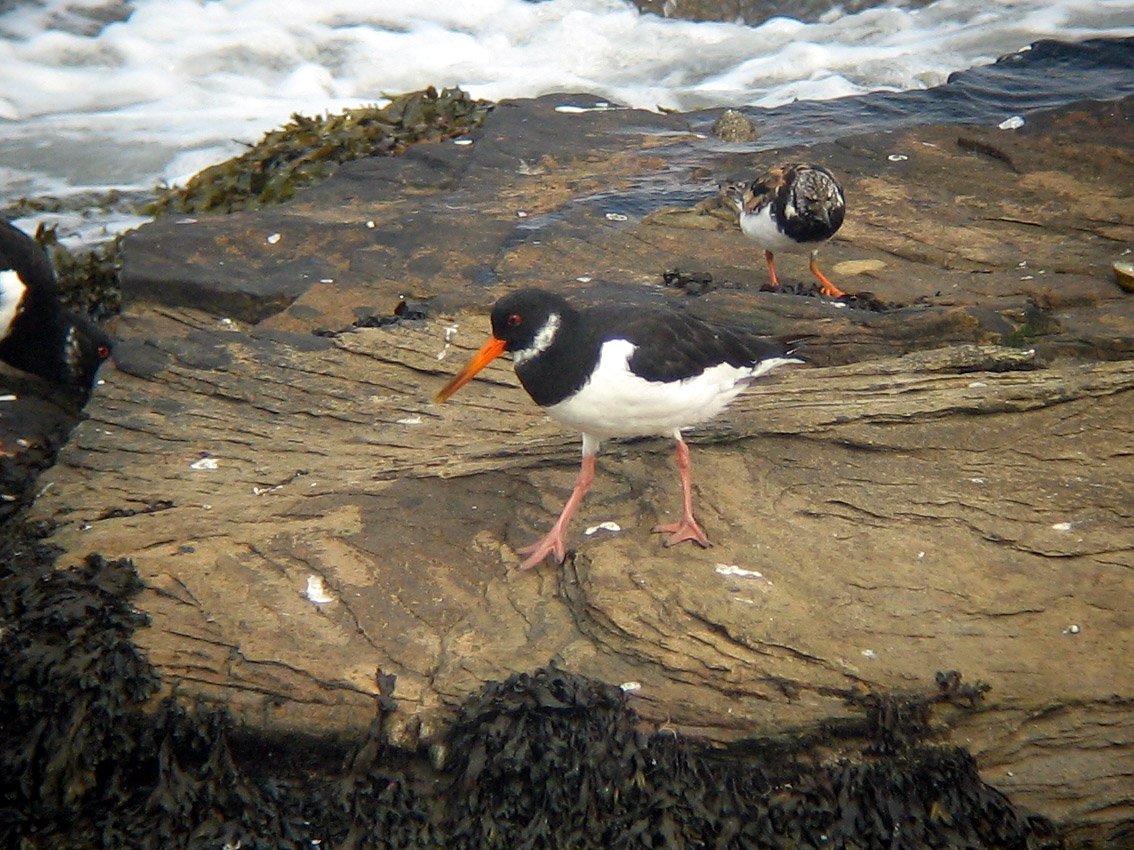
Jungvogel, bei dem der Wechsel des Gefieders weiter fortgeschritten ist. Im Hintergrund ein Steinwälzer.

An der Küste ist die Aktivität der Austernfischer ausgesprochen tideabhängig – die Tiere sind somit tag- und nachtaktiv. Ohne den Einfluss der Gezeiten sind sie im Binnenland tagaktiv.
Austernfischer schwimmen gut und durchaus häufig. Trupps von mehreren Tieren sind schon in weiter Ferne vom Festland beobachtet worden. Wahrscheinlich ruhen die Vögel bei Hochwasser in dunklen Nächten auf dem Wasser. Verletzte oder noch nicht flugfähige Jungvögel fliehen vor Feinden auf das Wasser und tauchen dabei auch, wobei sie sich unter Wasser nur durch das Schlagen der Flügel fortbewegen. Bei einer Tauchtiefe von 30 bis 50 Zentimetern können die Tiere Entfernungen von bis zu 15 Metern unter Wasser zurücklegen.
Außerhalb der Brutzeit sind Austernfischer sehr gesellig. Am Brutplatz hingegen können sie ausgesprochen aggressives Verhalten zeigen. Dies kann so weit gehen, dass arteigene oder artfremde Limikolen vom Brutvogel zu Tode geschüttelt oder gehackt werden.
Wie eine Reihe anderer bodenbrütender Vogelarten auch, versucht der Austernfischer sich dem Nest nähernde Bodenfeinde durch Verleiten wegzulocken. Kommt ein möglicher Beutegreifer nicht zu überraschend dem Nest nahe, stiehlt sich der brütende Vogel möglichst unauffällig und unter Ausnutzen der Deckung davon, um den Räuber durch Scheinbrüten oder das Simulieren von Verletzungen vom Nest wegzulenken. Kommt Weidevieh wie Schafe oder Kühe dem Nest zu nahe, verteidigt der Austernfischer sein Nest oder seine Brut, indem er gegen diese Tiere hackt.

## Fortpflanzung

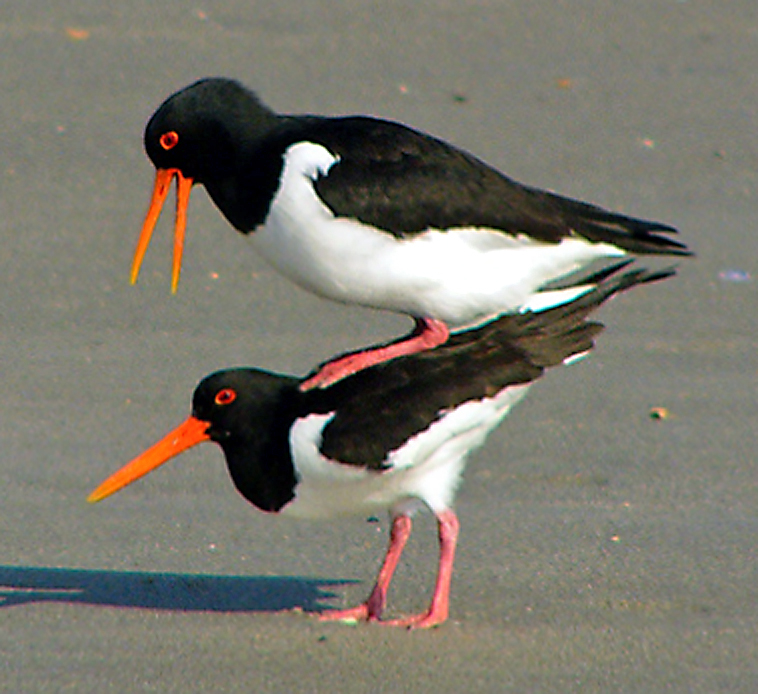
Paar bei der Begattung

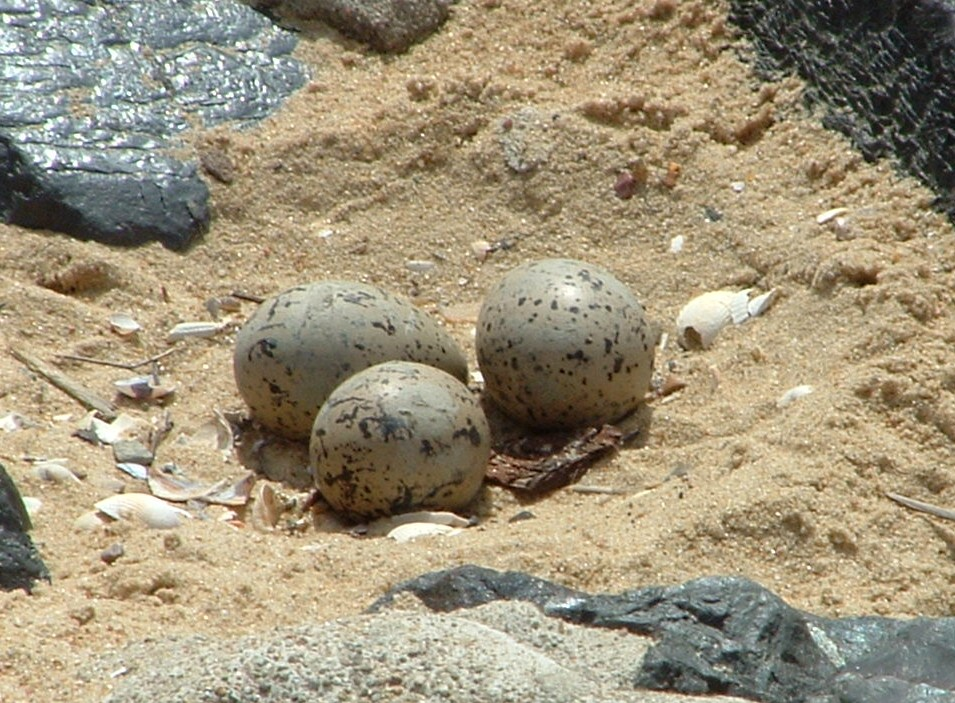
Gelege eines Austernfischers

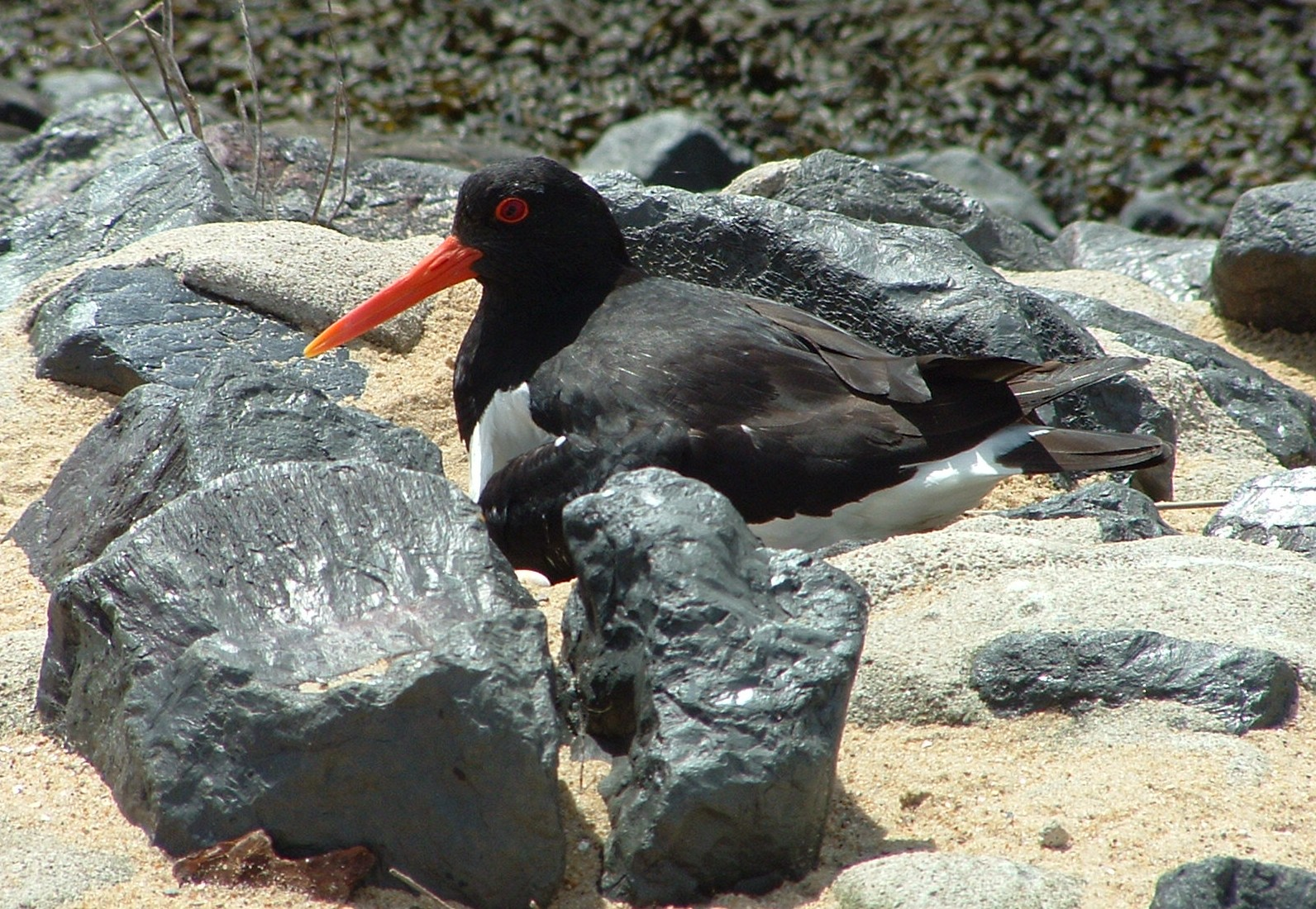
Austernfischer, der auf dem oben abgebildeten Gelege brütet

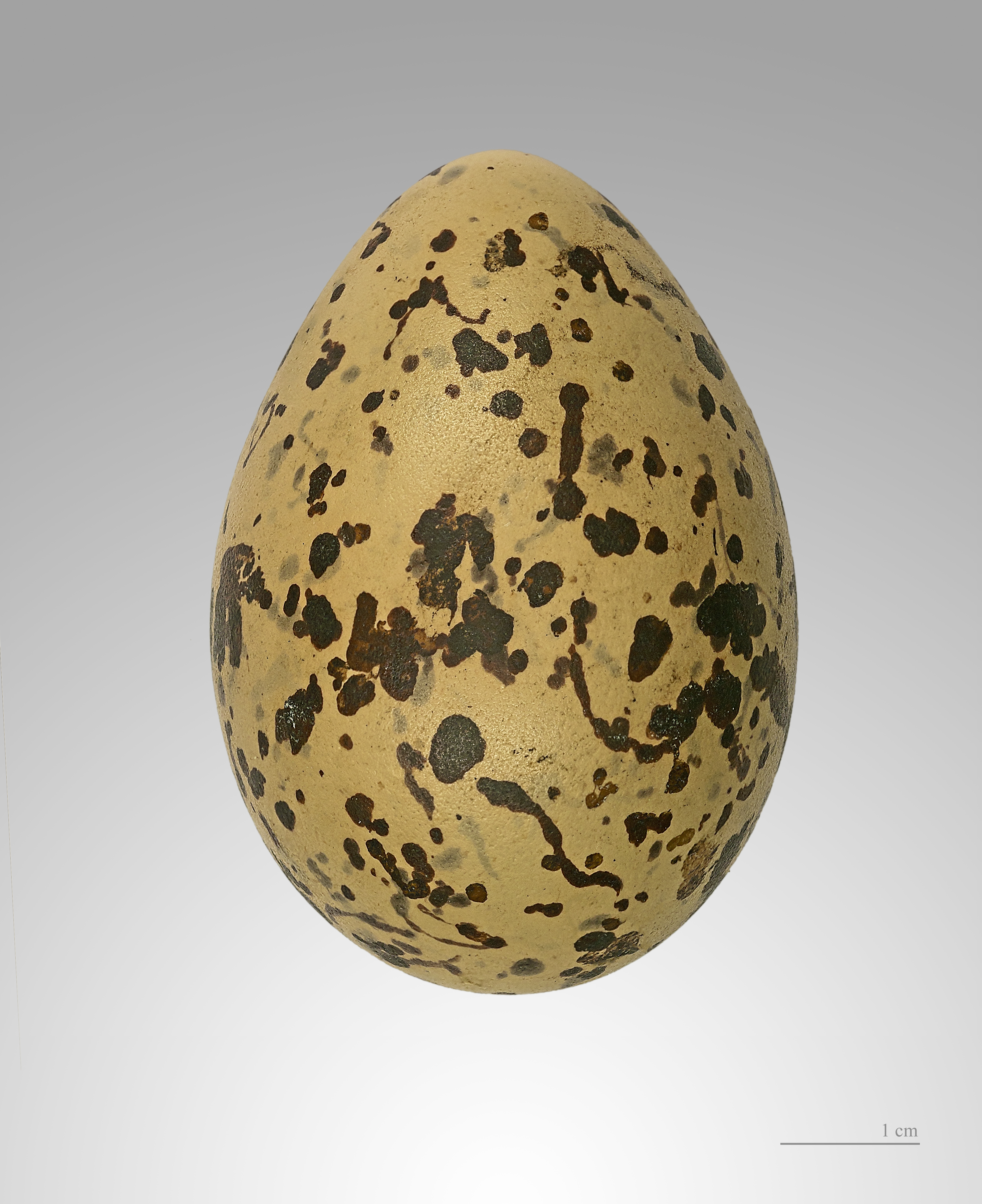
Haematopus ostralegus

Die meisten Austernfischer brüten zum ersten Mal im vierten Lebensjahr und können sogar in einem Alter von 36 Jahren noch sexuell aktiv sein. Austernfischer sind meist monogam, doch kommt Bigynie vor. Die Gattentreue ist sehr ausgeprägt – zu Lebzeiten beider Partner kommt es nur sehr selten zu Trennungen. Stirbt jedoch ein Partner, verpaart sich der verbleibende innerhalb von wenigen Tagen aufs Neue.
Als Neststandort wählt dieser Bodenbrüter oft etwas erhöhte Sandstrände außerhalb des mittleren Tidenhochwassers. Im Binnenland werden brachliegende und bestellte Äcker bevorzugt. Wichtiger als die Beschaffenheit des Neststandortes ist jedoch die des Nahrungsbiotops. So brüten die Vögel auch schon mal in Sandgruben, auf Baustellen, im Schotterbett von Bahnlinien, auf geschotterten Flachdächern, auf Strohdächern oder auch in Korbweiden. Das Nest stellt nur eine flache Mulde ohne große Auskleidung dar, die mit dem Körper in den weichen Untergrund gedreht wird.
Das Weibchen legt meistens drei Eier; größere Gelege entstehen nur durch das „Zusammenlegen“ von zwei oder mehr Weibchen. Auch bei den Austernfischern kommt es zu so genannten Mischgelegen mit anderen artfremden Watvögeln, Seeschwalben und Möwen, die auch abwechselnd von den beiden verschiedenen Arten bebrütet werden. Wie bei allen Limikolen erfolgt nur eine Jahresbrut. Wird jedoch die Erstbrut etwa durch Weidevieh oder durch Möwen zerstört, kommt es meist zu kleineren Nachgelegen. Die Brutdauer beträgt 26 bis 27 Tage; Männchen und Weibchen brüten zu gleichen Teilen. Die Jungtiere werden durch die Altvögel gefüttert.

### Bigynistisches Brutverhalten
In einer niederländischen Studie wurden bigynistische Brutgruppen beobachtet. Das Verhältnis von monogamen Paaren zu solchen bigynistisches Gruppen beträgt etwa 1000 zu 25. Die bigynistischen Gruppen bestehen aus einem Männchen und zwei Weibchen. Auffällig ist, dass es sowohl aggressive Brutgruppen gibt, bei denen die Weibchen miteinander konkurrieren als auch solche, bei denen sie zusammenarbeiten. Bei den aggressiven Gruppen verteidigt jeweils ein Weibchen sein eigenes Nest und das Männchen verteidigt ein kleines Revier, das die Nester der beiden Weibchen umfasst. Bei den kooperierenden Gruppen legen die beiden Weibchen ihre Eier in ein Nest, das von allen drei Vögeln verteidigt wird.
Etwa sechzig Prozent der Brutgruppen zeigen aggressives Verhalten. Ihr Bruterfolg ist nicht sehr hoch und liegt unter dem monogamer Paare. Das liegt daran, dass es während der Brut ungefähr alle zwei Minuten zu aggressiven Handlungen zwischen den beiden Weibchen kommt und keines der beiden Nester ausreichend bebrütet wird. Bei den kooperativen Gruppen ist der Bruterfolg höher. Das etwas dominantere Weibchen paart sich alle drei Stunden mit dem Männchen, das leicht unterlegene Weibchen etwa alle fünf Stunden. Gleichzeitig kommt es zu Paarungsverhalten zwischen den beiden Weibchen. Trotz des kooperativen Verhaltens ist allerdings auch bei ihnen der Bruterfolg geringer als bei monogamen Paaren. Ihre Körpergröße ist nicht ausreichend, um mehr als vier Eier zu bebrüten, so dass drei bis vier Eier des gemeinsamen Geleges nicht ausgebrütet werden. Der Grund für dieses Verhalten ist bislang noch umstritten. Eine Ursache ist möglicherweise, dass die verfügbaren Brutplätze nicht ausreichen. Weibchen, die Mitglied einer solchen Brutgruppe waren, haben im Vergleich zu unverpaart gebliebenen Weibchen eine höhere Chance nächstes Jahr eine monogame Partnerschaft einzugehen.

### Entwicklung der Jungvögel
Die Entwicklung der Jungtiere verläuft bei Brutvögeln des Binnenlands schneller als bei denen, die in Küstenregionen erbrütet werden. Die Jungvögel, die nicht an der Küste, sondern auf Äckern im Binnenland geschlüpft sind, lösen sich bis zu sechs Wochen früher von den Altvögeln, da sie schneller lernen, die Nahrung selbstständig aufzunehmen. Dies liegt sicherlich in erster Linie am unterschiedlichen Nahrungsspektrum. Hauptnahrung der jungen Austernfischer an der Küste sind Muscheln, Schnecken und Krebse, die erst „geknackt“ werden müssen, bevor sie durch das Tier verzehrt werden können, wozu ein vollentwickelter und ausgehärteter Schnabel benötigt wird. Die Jungvögel im Binnenland haben es dabei wesentlich einfacher. Ihre Hauptnahrung, der Regenwurm, kann ohne Aufwand gleich verschlungen werden.

## Bruterfolg, Sterblichkeit und Alter
Einen Monat nach dem Flüggewerden leben noch 16 Prozent der geschlüpften Jungen. Das Durchschnittsalter der Austernfischer beträgt 14 bis 15 Jahre. In Gefangenschaft können die Austernfischer über 30 Jahre alt werden. Den Rekord bisher hält jedoch ein Tier, das 2016 beobachtet wurde. Dessen Beringung aus dem Jahr 1972 in den Niederlanden zeigt ein stolzes Alter von 46 Jahren.

## Bestandsgröße und Bestandsentwicklung
Der Austernfischer ist heute der einzige in der westlichen Paläarktis lebende Vertreter der Gattung der Austernfischer. Der früher auf den östlichen Kanareninseln La Graciosa, Lanzarote und Fuerteventura brütende endemische Kanaren-Austernfischer (Haematopus meadewaldoi) wurde in den 1940er Jahren zuletzt zuverlässig nachgewiesen und gilt seit 1968 als ausgestorben.

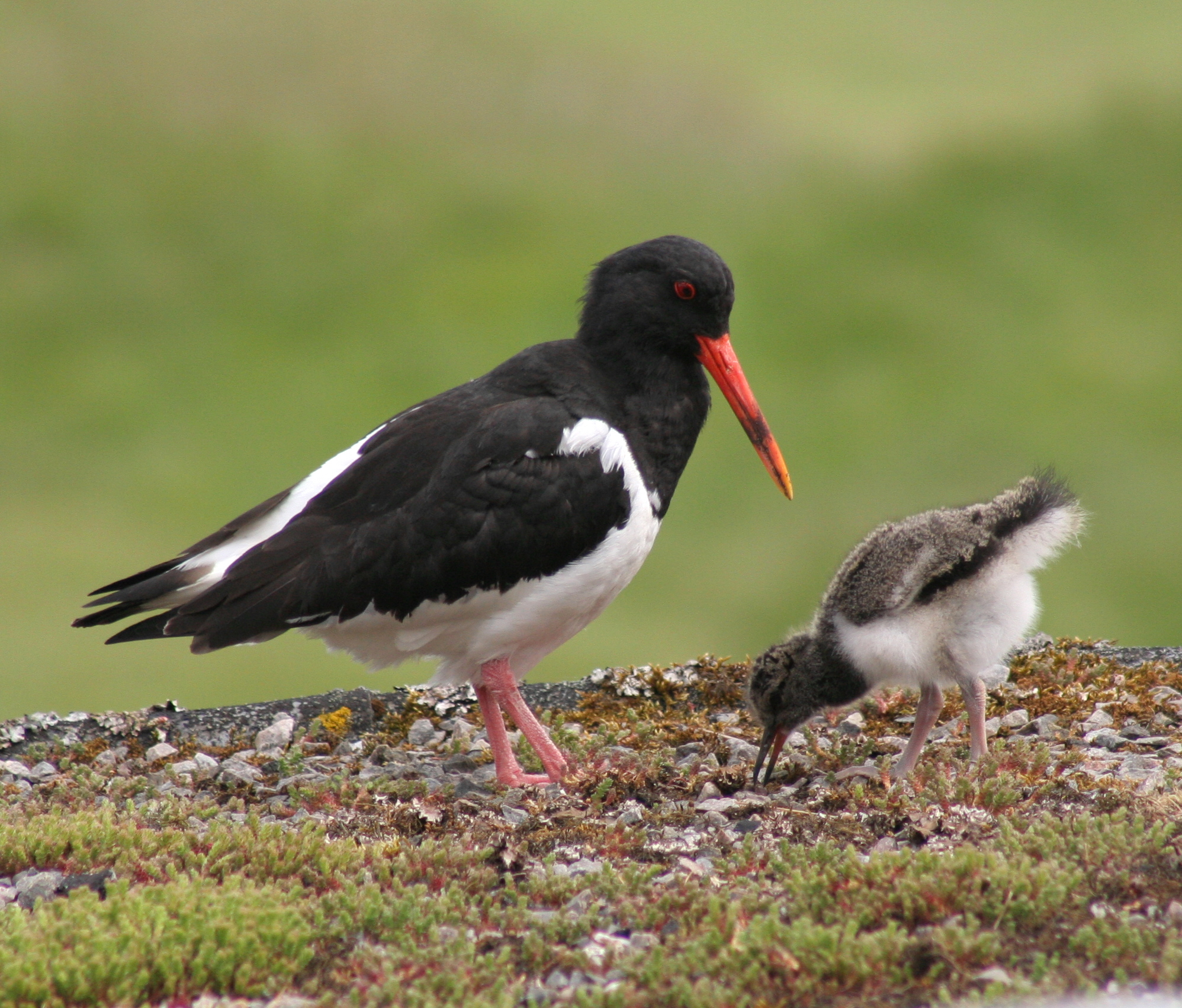
Austernfischer mit Jungvogel

Ab Mitte des 19. Jahrhunderts kam es beim Austernfischer auf Grund von Verfolgungen und Störungen an den Brutplätzen zu deutlichen Bestandsrückgängen.
Der Bestand dieser Vögel hat sich seit etwa 1920 langsam erholt, nachdem erste Schutzmaßnahmen eingeleitet wurden. Seit den 1930er Jahren erfolgte entlang von Flussniederungen eine Besiedelung. Zu einer Bestandserhöhung haben unter anderem eine Ausweitung der Grünlandwirtschaft, ein Rückgang des Sammelns von Austernfischereiern, Rückgang der Bejagung, eine Zunahme der Beutetiere durch Eutrophierung sowie eine Besiedelung von Landwirtschaftsflächen beigetragen. Dies hat zum Teil zu einem teils exponentiellen Bestandsanstieg geführt. So kamen 1955 in den Niederlanden zwischen 8.000 und 12.000 Brutpaare vor. Zu Beginn des 21. Jahrhunderts war der Brutbestand auf 80.000 bis 130.000 Brutpaare angestiegen. Eine potentielle Gefährdungsursache besteht darin, dass 72 Prozent der zur Nominatform gehörenden Austernfischer in nur dreizehn Gebieten überwintern.
Die IUCN schätzt den Gesamtbestand des Austernfischers auf 1,1–1,2 Millionen Tiere und stuft die Art als nicht gefährdet (least concern) ein. In Mitteleuropa sind die derzeitigen Bestandsschwankungen in erster Linie auf die Verfolgung, Störungen und Biotopveränderung einerseits und andererseits auf intensive Schutzmaßnahmen und Eindeichungen, die dem Austernfischer zugutekommen, zurückzuführen. Eine Gefahr für den Bruterfolg sind die auf verschiedenen Halligen in Nordfriesland sich ausbreitenden Wanderratten, die die Nester der Austernfischer plündern. Bereits geringe Rattenbestände haben hier zu großen Verlusten bei der Brut geführt, was für die Jahre 2019 und 2021 nachgewiesen ist. Regelmäßige Landunter wirken sich zwar dezimierend auf den Bestand dieser Brutfeinde aus, können aber das Problem allein nicht lösen, so dass wirksame Zusatzmaßnahmen zur Bekämpfung der Rattenbestände gefordert werden. Lediglich auf der rattenfreien Hallig Oland konnte im Frühjahr 2022 ein ausreichend hoher Bruterfolg bei Austernfischer nachgewiesen werden – nicht jedoch auf Hooge oder Langeneß.
Auslöser für die Ansiedlung im Binnenland ist wahrscheinlich die Modernisierung und Intensivierung der Landwirtschaft gewesen. So geht seit Mitte der 2000er Jahre der Bestand in den Landkreisen Grafschaft Bentheim und Emsland, wo zuvor eine starke Binnenlandpopulation zu beobachten war, deutlich zurück, wobei der drastische Rückgang der Grünflächen und die stark intensivere Bewirtschaft der verbliebenen Grünlandflächen, verbunden mit erhöhtem Prädatorendruck und Störungen des Brutgeschäfts durch Spaziergänger, Hunde und Reiter, die Hauptursachen sein dürften. Wegen des Rückgangs geeigneter störungsfreier Brutflächen ist hier wie anderswo in Niedersachsen eine Zunahme von Austerfischerbruten auf Flachdächern sogar in Städten festzustellen.
Zu den europäischen Ländern, in denen mehr als 20.000 Brutpaare vorkommen zählen neben den Niederlanden Deutschland, Norwegen und Großbritannien. In Mitteleuropa brüteten zu Beginn des 21. Jahrhunderts zwischen 112.000 und 168.000 Brutpaare. Der Winterbestand in Europa beträgt zwischen 900.000 und 1.100.000 Individuen.
Austernfischer gelten jedoch als eine der Arten, die von den Folgen der Klimaerwärmung besonders betroffen sind. Ein Forschungsteam, das im Auftrag der britischen Umweltbehörde und der RSPB die zukünftige Verbreitungsentwicklung von europäischen Brutvögeln auf Basis von Klimamodellen untersuchte, geht davon aus, dass es beim Austernfischer bis zum Ende des 21. Jahrhunderts zu einem weitgehenden Erlöschen der Brutpopulationen in West- und Mitteleuropa kommen wird. Spitzbergen und Nowaja Semlja werden dann zwar für Austernfischer als Verbreitungsgebiet in Frage kommen, allerdings kann diese Arealausweitung im Norden nicht die prognostizierten Arealverluste im Süden kompensieren.

## Nationalvogel der Färöer

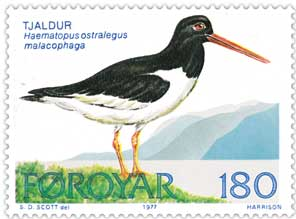
„Tjaldur“, das Nationalsymbol der Färöer

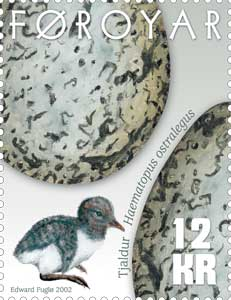
Färöische Briefmarke von Edward Fuglø 2002 mit Küken und Ei des Austernfischers

Auf den nordatlantischen Färöern ist der Austernfischer unter dem einheimischen Namen Tjaldur ([ˈʧaldʊɹ]) der Nationalvogel, dessen jährliche Rückkehr aus den Winterquartieren am 12. März, dem Tag der Grækarismessa, von den Färingern als Frühlingsanfang gefeiert wird.
In dem Lied Fuglakvæði besang der färöische Nationalheld Nólsoyar Páll im 19. Jahrhundert diesen Vogel, der seitdem das Symbol des färöischen Unabhängigkeitsstrebens ist. Diesen Status hat er seinem Verhalten zu verdanken, bei Gefahr alle anderen Tiere zu warnen.
Der Austernfischer steht auf den Färöern unter strengem Naturschutz. Zehntausende Paare brüten dort. Einige Exemplare überwintern auch auf den Färöern, aber die meisten ziehen in den Süden.
Die färöische Sprache kennt auch ein Wort für den Laut, den der Austernfischer von sich gibt: klipp klipp!

## Trivia
- Wegen des ähnlichen Aussehens wird der Austernfischer im Volksmund auch Friesenstorch genannt. Er ist zudem das Logo des Seevogel- und Naturschutzvereins Verein Jordsand.
- Der Asteroid des inneren Hauptgürtels (8442) Ostralegus ist nach dem Austernfischer (wissenschaftlicher Name: Haematopus ostralegus) benannt. Zum Zeitpunkt der Benennung des Asteroiden am 2. Februar 1999 befand sich der Austernfischer auf der niederländischen Blauen Liste wichtiger Vögel, die 1994 gemeinsam mit der niederländischen Roten Liste gefährdeter Vogelarten herausgegeben wurde.[17]